# University Spartacus
Az University Spartacus egy szlovák egyetemi jégkorongcsapat Kassán. A csapatot 2022-ben alapították, és az Európai Egyetemi Jégkorong Ligában játszik. A klub három egyetemet képvisel: a Kassai Műszaki Egyetemet, a Pavol Jozef Šafárik Egyetemet és a Kassai Állatorvostudományi és Gyógyszerészeti Egyetemet. A hazai mérkőzéseit az 1100 férőhelyes Crow Arénában játssza.

## Története

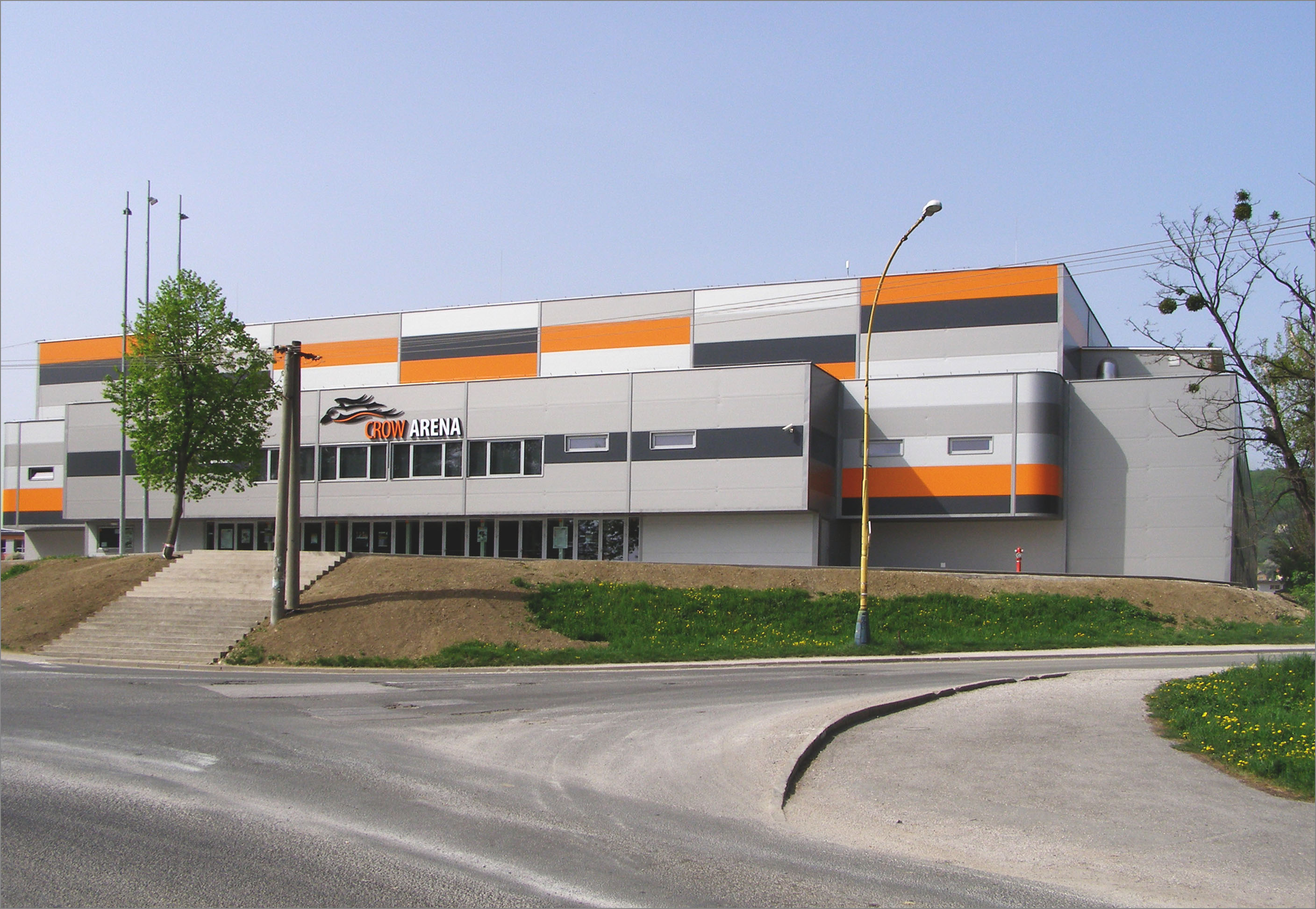
A csapat otthona, a kassai Crow Aréna

A klubot 2022-ben alapították a Kassai Műszaki Egyetem, a Pavol Jozef Šafárik Egyetem és a Kassai Állatorvostudományi és Gyógyszerészeti Egyetem együttműködésében.

## Statisztika
| Alapszakasz | Alapszakasz | Alapszakasz | Alapszakasz | Alapszakasz | Alapszakasz | Alapszakasz | Alapszakasz | Alapszakasz | Rájátszás                                   | Rájátszás                              | Rájátszás                   |
| Szezon      | LM          | GY          | GY.H.       | V. H.       | V           | G           | P           | Helyezés    | Negyeddöntő                                 | Elődöntő                               | Döntő                       |
| ----------- | ----------- | ----------- | ----------- | ----------- | ----------- | ----------- | ----------- | ----------- | ------------------------------------------- | -------------------------------------- | --------------------------- |
| 2022–23     | 14          | 2           | 1           | 1           | 8           | 39:116      | 12          | 7.          | Nem jutott be a rájátszásba                 | Nem jutott be a rájátszásba            | Nem jutott be a rájátszásba |
| 2023–24     | 14          | 7           | 0           | 1           | 6           | 52:48       | 22          | 4.          | Vereség a Sapientia U23 ellen (1-2)         | -                                      | -                           |
| 2024–25     | 12          | 2           | 0           | 2           | 8           | 40:64       | 8           | 6.          | Győzelem az UHT Sabers Oświęcim ellen (3-1) | Vereség az UMB Hockey Team ellen (0-3) | -                           |